# 50:50@50
50:50@50 je album anglické skupiny Fairport Convention. Vydáno bylo v lednu 2017 společností Matty Grooves a jeho producentem byl, spolu se členy skupiny, také John Gale, který s kapelou spolupracoval již v minulosti. Album vyšlo u příležitosti padesátého výročí založení kapely. Polovina desky byla nahrána ve studiu, zatímco druhá polovina obsahuje nahrávky pořízené při koncertech. Jako hosté se na nahrávce podíleli například Robert Plant a Jacqui McShee.

## Seznam skladeb
1. „Eleanor's Dream“
2. „Ye Mariners All“ (koncertní nahrávka)
3. „Step By Step“
4. „The Naked Highwayman“ (koncertní nahrávka)
5. „Danny Jack's Reward“
6. „Jesus on the Mainline“ (koncertní nahrávka)
7. „Devil's Work“
8. „Mercy Bay“ (koncertní nahrávka)
9. „Our Bus Rolls On“
10. „Portmeirion“ (koncertní nahrávka)
11. „The Lady of Carlisle“
12. „Lord Marlborough“ (koncertní nahrávka)
13. „Summer by the Cherwell“
14. „John Condon“ (koncertní nahrávka)

## Obsazení
Fairport Convention
- Simon Nicol – zpěv, kytara
- Dave Pegg – zpěv, baskytara, kontrabas
- Chris Leslie – zpěv, mandolína, buzuku, housle, banjo, ukulele, chromatická harmonika, píšťalka
- Ric Sanders – housle, klávesy
- Gerry Conway – bicí, perkuse

Ostatní hudebníci
- Robert Plant – zpěv, harmonike
- Jacqui McShee – zpěv
- Joe Broughton – housle
- Paloma Trigas – housle
- Aria Trigas – housle
- Natasha Davies – flétna
- Arjun Jethwa – flétna
- Rose Rutherford – klarinet
- Rob Spalton – trubka
- Jake Thornton – altsaxofon, tenorsaxofon